# امبر راد
امبر راد (به انگلیسی: Amber Rudd) (زاده ۱ اوت ۱۹۶۳) سیاست‌مدار و وزیر کشور بریتانیا بود. او عضو حزب محافظه کار است به عنوان نماینده مجلس پارلمان بریتانیا برای ساسکس شرقی از حوزه انتخاباتی هیستینگز و رای در سال ۲۰۱۰ انتخاب شد. راد سومین وزیر کشور زن و پنجمین زن در تاریخ بریتانیا است که یکی از مناصب کبیر دولت را برعهده داشته‌است. امبر راد در تاریخ ۲۴ ژوئیه ۲۰۱۹ توسط بوریس جانسون به عنوان وزیر زنان و برابری به جای پنی موردانت منصوب شد.

## زندگی و تحصیلات
امبر راد در ۱ اوت ۱۹۶۳ در لندن زاده شد. پدر او تونی راد متولد ۱۹۲۴ (کارگزار سهام) و مادرش ایتنه فیتزجرالد است. برادر او رولاند راد مجری روابط عمومی و رئیس شرکت «کسب و کار برای اروپای جدید» است.
او ابتدا در مدرسه غیرانتفاعی «کالج بانوان چلتنهام» در گلاسترشر تحصیل کرد. از سال ۱۹۷۹ تا ۱۹۸۱در کالج دخترانه روزانه «ملکه لندن» در لندن درس خواند. پس از آن به دانشگاه ادینبرو و از رشته تاریخ فارغ‌التحصیل شد.

## سیاست
راد برای نخستین بار در انتخابات سراسری ۲۰۱۰ بریتانیا با شکست دادن مایکل فاستر از حزب کارگر به عنوان نماینده پارمان انتخاب شد. او در پست‌های متفاوتی از جمله وزیر انرژی و تغییرات اقلیمی مشغول به کار بوده‌است. در ۱۳ ژوئیه ۲۰۱۶ توسط ترزا می به عنوان وزیر کشور انتخاب شد.
امبر راد در اواخر آوریل ۲۰۱۸ در مجلس قانونگذاران بریتانیا گفت: «اقامت مهاجران کشورهای کارائیب که پس از جنگ جهانی دوم بین سال‌های ۱۹۴۸ تا ۱۹۷۱ به صورت قانونی وارد خاک بریتانیا شده‌اند زیرسوال است». این سخن او باعث انتقادهای زیادی در کشور و سیاست رفتار دولت با مهاجران شده بود. او بعداً اعلام کرد که هیچ قصدی در این موضوع وجود نداشته‌است. اما مشخص شد که چنین هدفی وجود دارد. بر این پایه، او مجبور به استعفاء و سپردن جایگاه وزارت کشور خود به ساجد جاوید شد.